# Anglesola (llinatge)
|  | Aquest article tracta sobre la dinastia noble. Vegeu-ne altres significats a «Anglesola». |

Escut d'armes del
llinatge dels Anglesola

Els Anglesola eren un dels més antics llinatges de l'aristocràcia militar catalana, els orígens mitològics dels quals es remunten a la llegenda dels Nou Barons de la Fama, la qual és del s. XVIII. Probablement originaris del sud de França. El primer membre d'aquest llinatge fou Berenguer Gombau (vers el 1079) que esdevingué senyor de la baronia homònima infeudada pels comtes germans Ramon Berenguer II i Berenguer Ramon II. La primera donació els feia senyors del Mascançà (a la plana de Lleida) amb drets sobre Balaguer, Corbins i Alcoletge, abans i tot que aquesta zona caigués en mans cristianes. La família va acabar generant tres estirps principals: els Anglesola (a Miralcamp i Mollerussa), els Bellpuig (presents a Butsènit i Utxafava) i els Vallbona. Foren presents a la conquesta de Saragossa el 1118 i al llarg setge de Lleida el 1139. Ells foren els fundadors del monestir de Bellpuig de les Avellanes.
El 1633 la baronia dels Anglesola ja requeia a la família dels Rocabertí, i poc després el 1645 pujava a la categoria de marquesat (Marquesat d'Anglesola). La branca es va acabar extingint el 1831 i llavors el títol passà a mans del comte de Peralada.
Els primers temps el nom podia variar en altres formes com ara Angularipla o Anglerola.

## Armes heràldiques
En camp d'or, quatre faixes vibrades de sable.

## Línia troncal dels Barons d'Anglesola
- Gombau d'Anglesola (Berenguer I), primer senyor del castell i baronia d'Anglesola des del 1079.
- Arnau I d'Anglesola, a qui Ramon Berenguer III de Barcelona cedí dos terços dels castells de Corbins i d'Alcoletge (Segrià) i rebé del vescomte de Cabrera el castell de Balaguer (1105)
- Arnau II d'Anglesola, tercer senyor de la baronia d'Anglesola i net de Berenguer Gombau
- Bernat I d'Anglesola, (mort el 1182)
- Pere I d'Anglesola (senyor de Miralcamp), fundà la branca dels senyors de Miralcamp (mort vers el 1220)
- Berenguer II d'Anglesola, dit també Arnau Berenguer
- Berenguer III d'Anglesola (mort vers el 1277)
- Ramon I d'Anglesola, net de l'anterior (mort vers el 1292)
- Galceran d'Anglesola, germà de l'anterior (mort vers el 1315)
- Gombau de Mauleon, net de Ramon I d'Anglesola (mort vers el 1362)
- Ramon II d'Anglesola
- Berenguer VI d'Anglesola (mort vers el 1386)
  - Sibil·la d'Anglesola, germana de Berenguer VI d'Anglesola i casada amb Hug II d'Anglesola (senyor de Miralcamp) (morta vers el 1393)

### Branca dels Anglesola Senyors de Miralcamp
- Pere I d'Anglesola (senyor de Miralcamp) (mort vers el 1220)
- Pere II d'Anglesola (senyor de Miralcamp) (mort el 1250)
- Bernat I d'Anglesola (senyor de Miralcamp), net de Pere II d'Anglesola (senyor de Miralcamp) (mort vers el 1334)
- Bernat II d'Anglesola (senyor de Miralcamp)
- Hug II d'Anglesola (senyor de Miralcamp), casat amb Sibil·la d'Anglesola i després amb Elieta de Rocabertí (mort el 1399)
  - Constança d'Anglesola i Anglesola, casada amb Guillem Ramon III de Montcada (senyor d'Aitona), senyor d'Aitona
  - Magdalena d'Anglesola i Rocabertí, casada amb Felip V Galceran de Castre-Pinós i de Tramaced, senyor de Castre i de Peralta.

## Línia dels Anglesola Senyors de la Baronia de Bellpuig
- Berenguer d'Anglesola (baró de Bellpuig), senyor de Verdú i de Bellpuig i germà de Gombau d'Anglesola; el 1139 rebé del comte Ramon Berenguer IV de Barcelona el castell i la baronia de Bellpuig
  - Berenguera d'Anglesola es casà (1164) amb Guillem III de Cervera (morta el 1225)
- Guillem II d'Anglesola (baró de Bellpuig) (mort vers el 1236)
  - Gueraua d'Anglesola germana de l'anterior i muller de Simó de Palau, vescomte de Bas
- Ramon d'Anglesola (bisbe de Vic), bisbe de Vic des del 1264
- Guillem III d'Anglesola (baró de Bellpuig)
- Berenguer Arnau I d'Anglesola (senyor de Butsènit i d'Utxafava), (mort vers el 1282)

### Branca dels Anglesola Senyors de Butsènit i d'Utxafava
- Berenguer Arnau I d'Anglesola (senyor de Butsènit i d'Utxafava), (mort vers el 1282)
- Guillem III d'Anglesola (senyor de Butsènit i d'Utxafava), (mort vers el 1296)
- Berenguer Arnau II d'Anglesola (senyor de Butsènit i d'Utxafava)
- Ramon d'Anglesola (senyor de Butsènit i d'Utxafava)
- Guillem IV d'Anglesola (senyor de Butsènit i d'Utxafava), casat amb Beatriu de Pallars, filla d'Arnau Roger II de Pallars, que li portà en dot el vescomtat de Vilamur (mort vers el 1333)
- Ramon d'Anglesola (bisbe de Vic)
- Ramon d'Anglesola i Pallars (senyor de Butsènit i d'Utxafava), (mort el 1386), heretà de la seva mare, Beatriu de Pallars, el vescomtat de Vilamur
  - morí sense fills, passa al seu nebot Hug Folc II de Cardona, fill de la seva germana Beatriu d'Anglesola.

la línia dels senyors de la baronia de Bellpuig (Urgell), de la qual sortí la branca dels senyors de Butsènit i d'Utxafava, i la línia dels senyors de Vallbona.

## Línia dels Anglesola Senyors de Vallbona
- Ramon Arnau d'Anglesola (senyor de Vallbona), germà de Gombau d'Anglesola i de Berenguer d'Anglesola
- Arnau III d'Anglesola (senyor de Vallbona)

## Altres membres destacats no troncals
- Ramon d'Anglesola, bisbe de Vic entre 1264 i 1298.[1]
- Berenguer d'Anglesola, bisbe de Girona entre 1384 i 1408.[1]
- Ramon d'Anglesola (que es retirà per fer-se ermità) i la seva dona Berenguera de Cervera, fundadors del monestir de Vallbona de les Monges que cediren al Cister.[1]
- Cinc abadesses del monestir entre els segles xiii i XIV.[1]